# Chivolo
Chivolo là một khu tự quản thuộc tỉnh Magdalena, Colombia. Thủ phủ của khu tự quản Chivolo đóng tại Chivolo Khu tự quản Chivolo có diện tích 619 ki lô mét vuông. Đến thời điểm ngày 28 tháng 5 năm 2005, khu tự quản Chivolo có dân số 14067 người.